# عدان (عمران)
عدان هي إحدى قرى الجمهورية اليمنية. تتبع جغرافيا لمحافظة عمران وإداريًا لمديرية عيال سريح. يبلغ تعداد سكانها 2745 نسمة حسب الإحصاء الذي أجري عام 2004.